# 開曼群島經濟
开曼群岛是位于加勒比海西部的英國海外領土，其经济主要由旅游业和金融服务业主導，這兩個產業約占该国国内生产总值(GDP) 的 50-60%。开曼群岛投资局是當地的一個政府机构，其任务主要是促进该地区的投资和经济发展。許多富人和企业在開曼群島開設了銀行，所以當地也被称为加勒比地区的“金融之都”。開曼群島的旅游业和国际金融業始于1950年代，當時的交通和电信正在逐步發展。